# Burchard von Schwanden

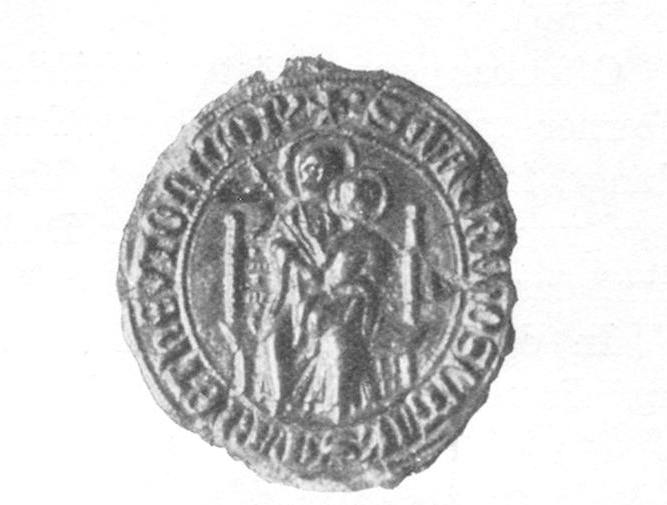
Siegel Burchards von Schwanden als Hochmeister des Deutschen Ordens

Burchard von Schwanden, auch Burkhard, (* um 1245 in Bern; † 1310) war der 12. Hochmeister des Deutschen Ordens von 1283 bis 1290.

## Leben
Burchard stammte vermutlich aus einer in Schwanden bei Schüpfen ansässigen Adelsfamilie. Wohl um 1269 trat er in den Deutschen Orden ein. Mit anderen Kreuzrittern zog er (vielleicht schon 1267) nach Jerusalem. 1275 war er Komtur von Köniz und 1277 stieg er in den Rang eines Landkomturs für die Deutschordensballeien Thüringen und Sachsen auf. Im Jahr 1283 wurde er in Akkon zum Hochmeister des Deutschen Ordens gewählt.
Während seiner Regentschaft wurde die Situation der Christen im Heiligen Land kritisch. Die Mamluken eroberten nach und nach zahlreiche Städte und Burgen der Kreuzfahrer, zerschlugen 1289 die Grafschaft Tripolis und bedrohten das verbliebene Königreich Jerusalem um seine Hauptstadt Akkon. Diese Situation hatte gravierende Auswirkungen auf den Orden, der immer noch sein Hauptquartier in Akkon hatte, aber Burchard war nicht in Eile, den Kreuzfahrern in Outremer beizustehen, weil er mit den Angelegenheiten im Deutschordensstaat Preußen, in Litauen und dem Heiligen Römischen Reich vollauf beschäftigt war.
1287 zerstörte eine litauische Invasion weite Teile Livlands. Burchard brach 1289 nach Rom auf, wo in Anwesenheit des Papstes die neuen Grenzverläufe des Deutschordensstaates an der Ostsee gezogen wurden. Burchard ersuchte außerdem auch um die Erlaubnis des Papstes Nikolaus IV. zur Kaiserkrönung Rudolfs von Habsburg.
Anfang 1290 war Burchard schließlich gezwungen, den Kreuzfahrern in Akkon zu helfen, denen eine Belagerung durch den Mamluken-Sultan Qalawun drohte. Er führte eine in aller Eile zusammengestellte Armee ins Heilige Land. Kurz nach der Ankunft in Akkon trat Burchard überraschend von seinem Amt zurück, überließ das Kommando über die Deutschordenstruppen Heinrich von Bolanden, Komtur von Sizilien, und verließ Akkon aus unbekannten Gründen. Wegen des überraschenden Todes des Sultans Qalawun verzögerte sich der Angriff der Mamluken noch bis ins nächste Jahr. Die Stadt fiel nach erbitterten Kämpfen im Mai 1291, die letzten Besitzungen des Ordens im Heiligen Land waren damit endgültig verloren.
Der Grund für den Rücktritt vom Hochmeisteramt war bereits dem Chronisten Peter von Dusburg unbekannt. Von Akkon aus begab Burchard sich zunächst nach Apulien. Am 23. August 1291 wurde der ehemalige Hochmeister in einer Urkunde des Mainzer Erzbischofs genannt. Chronisten berichten, er sei in den Johanniterorden eingetreten, nach Nikolaus von Jeroschin soll er vor seinem Tod vergeblich um Wiederaufnahme in den Deutschen Orden ersucht haben.

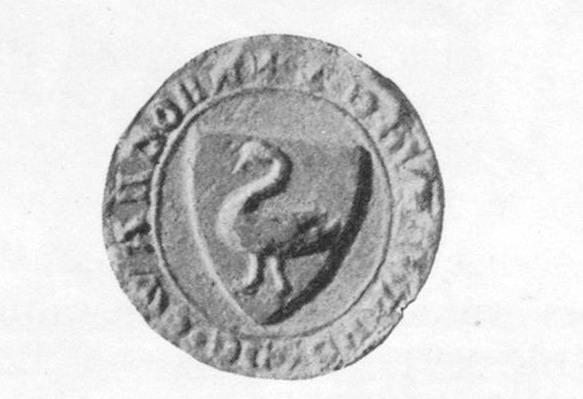
Siegel Burchards von Schwanden als Komtur von Buchsee, 23. März 1303

Von 1296 bis 1297 ist ein Burkhard von Schwanden als Komtur der Johanniterkommende Heimbach nachzuweisen. Von 1298 bis 1308 (letzte urkundliche Erwähnung am 8. Mai 1308) war er Komtur in Buchsee, leitete daneben aber auch andere Johanniterkommenden. Im Januar 1304 nahm er als Komtur von Freiburg im Üechtland einen Geldbetrag entgegen. Im Oktober desselben Jahres verkaufte er als Komtur von Hohenrain Güter dieser Kommende. Als Komtur von Klingnau fungierte er 1305. Im Februar 1308 vertrat er als gemeinsamer Komtur der Johanniterkommenden in Buchsee, Thunstetten und Reiden diese Häuser in einem Schiedsverfahren.
Die Danziger Ordenschronik berichtet, er sei auf Rhodos gestorben und liege auch dort begraben. Auch eine an der Wende vom fünfzehnten zum sechzehnten Jahrhundert verfasste kurze Geschichte der Hochmeister des Deutschen Ordens vermeldet den Tod in Rhodos. Andere historische Aufzeichnungen aus dem Umfeld des Deutschen Ordens verorten den Tod bzw. das Begräbnis in Ackirs (Akkon) bei den Johannitern. Der Todestag 27. Juli ist im Jahrzeitbuch des Klosters Fraubrunnen notiert. In nur in einer Abschrift Aegidius Tschudis erhaltenen Traditionsnotizen aus dem Kloster Einsiedeln, die wohl Anfang der 1330er Jahre entstanden, wird der Johanniterkomtur Burchard von Schwanden als ehemaliger Deutschordensmeister und Bruder des Abtes Johannes bezeichnet. Das in der Forschungsliteratur häufig genannte Sterbejahr 1310 ergibt sich aus der Eroberung der Stadt Rhodos durch die Johanniter in diesem Jahr.